# Professore, voglio Eva
Professore, voglio Eva
 (Die Feuerzangenbowle) è un film del 1944 diretto da Helmut Weiss.

## Produzione
Il film fu prodotto dalla Terra-Filmkunst.

## Distribuzione
Distribuito dalla Deutsche Filmvertriebs (DFV).